# کازوکی ایتو
کازوکی ایتو (انگلیسی: Kazuki Ito؛ زادهٔ ۸ اوت ۱۹۸۷) بازیکن فوتبال اهل ژاپن است.